# 涼厨
涼厨（すずちゅう）とは、涼しい厨房というガス厨房シリーズの総称である。
ガス厨房機器を使用した際の厨房の暑さを改善するために開発されたシリーズ。
特殊な二重構造により、機器内部の熱こもりを自然な上昇気流で機器外部へ、代わりに涼しい空気を入れ込み機器表面を冷やし、機器表面から発せられる輻射熱を防ぐ。
また、厨房機器から直接換気フードの近くへ集中排気し、燃焼排気が厨房内に拡散するのも防ぐ。